# Marca de Gal·les
La Marca de Gal·les o Marca gal·lesa (gal·lès: Y Mers, anglès: Welsh Marches) és una àrea al llarg de la frontera entre Anglaterra i Gal·les a l'illa de la Gran Bretanya. El terme s'utilitzà per primera vegada durant l'edat mitjana quan el Regne d'Anglaterra s'expandí més a través del territori gal·lès tradicional.
Avui Marca de Gal·les és un terme que descriu els comtats al llarg de la frontera amb Gal·les, principalment els del costat anglès de la frontera tot i que no és un terme oficial. Principalment, els comtats que pertanyen a la Marca de Gal·les són Cheshire, Shropshire, Herefordshire i Monmouthshire (un comtat gal·lès). La meitat occidental de Gloucestershire (Anglaterra), així com Flintshire i Wrexham (País de Gal·les), també hi són inclosos.

## Etimología
El terme "marca" prové del mot en anglès medieval marche ("regió fronterera, frontera"). El terme va ser agafat del francès antic marche ("límit, frontera"), que al mateix temps venia d'un terme franc derivat del protogermànic markō("frontera, àrea"). El terme és un cognat, ja que tant en anglès com en alemany mark significa frontera. El mot està relacionat també amb els topónims de zones d'Anglaterra, com ara l'antic regne de Mèrcia, el riu Mersey (nom que en anglès antic significava "riu fronterer") o amb noms de zones d'Europa que contenen el sufix -mark, com ara Danmark (Dinamarca).
El terme està llunyanament relacionat amb el verb marcar, terme derivat del mot protoindoeuropeu mereg-, "extrem" o "delimitació".

## Orígens de la marca: Mercia i Gal·les
Després de la decadència i la caiguda de l'Imperi Romà d'Occident, el qual controlava el sud de la Gran Bretanya fins al voltant de l'any 410 dC, l'àrea que avui és Gal·les comprenia una sèrie de regnes romano-britànics independents, inclòs el regne de Powys a l'est. Durant els segles següents, els angles, els saxons i altres pobles germànics van conquerir i establir-se gradualment a l'est i el sud de la Gran Bretanya. El regne de Mèrcia, sota el reiPenda, es va establir al voltant de Lichfield, i inicialment va establir fortes aliances amb els reis gal·lesos.
No obstant això, els seus successors van intentar expandir els dominis de Mèrcia cap a l'oest en el que ara és Cheshire, Shropshire i Herefordshire. A mesura que el poder de Mèrcia va créixer, una sèrie de ciutats de ciutats mercaderes fortificades del regne com Shrewsbury i Hereford van establir que les seves fronteres al llarg de la muralla d'offa, una muralla construida per ordre d'Offa de Mèrcia.

## La marca durant l'edat mitjana
Just després de la conquesta normanda d'Anglaterra, el rei Guillem el Conqueridor va instal·lar tres dels seus confidents més fiables, Hugh d'Avranches, Roger de Montgomerie i William FitzOsbern, com a comtes de Chester, Shrewsbury i Hereford, respectivament, amb la intenció de contenir i sotmetre els gal·lesos. El procés va durar un segle i mai va ser permanentment efectiu.
El terme "Marca de Gal·les" es va utilitzar per primera vegada al Domesday Book de 1086. Durant els següents quatre segles, senyors normands van establir petits senyorius entre el riu Dee i el riu Severn, i més a l'oest. Alguns mercenaris, militars i aventurers feien incursions a Gal·les des de Normandia i altres llocs i després d'assaltar una zona de Gal·les, la fortificaven fortificar i després concedien les terres a als seus senyors.